# Jakob Salat

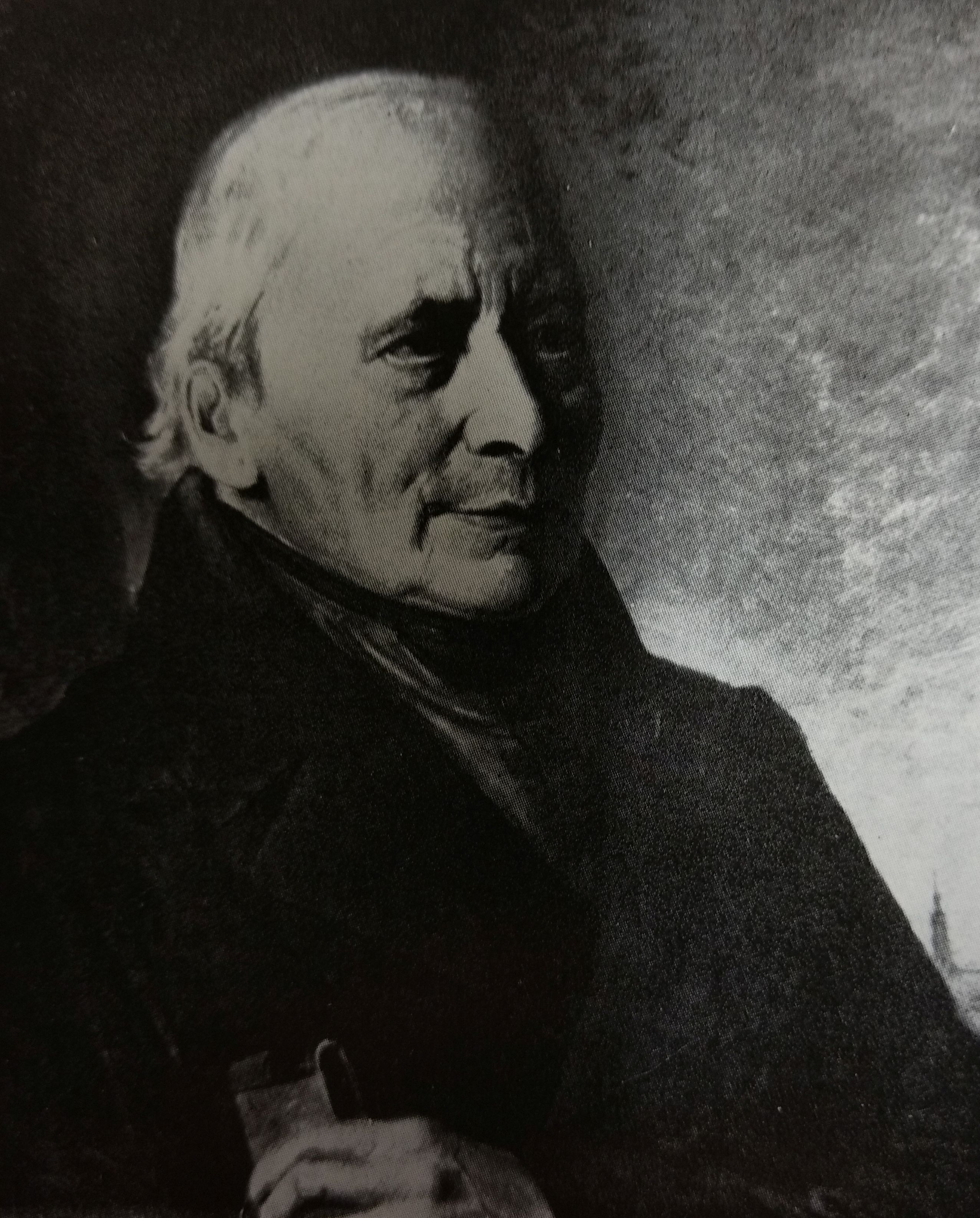
Jakob Salat

Jakob Salat (* 22. August 1766 in Abtsgmünd; † 11. Februar 1851 in Landshut) war ein katholischer Theologe und Philosoph.

## Biographie
Nach dem Besuch des Gymnasiums in Ellwangen und dem Studium der Theologie, unter anderem bei Johann Michael Sailer, in Dillingen wurde er 1790 zum Priester geweiht. Anschließend bekleidete Salat bis 1801 Pfarrstellen auf Schloss Horn, in Zusamzell, Haberskirchen und Arnbach. Außerdem unterrichtete er zeitweilig auch am Lyzeum in München, bevor er seine Lebensstellung an der Universität Landshut fand, wo er von 1807 bis zu seiner Pensionierung 1826 Professor der Philosophie war, nach der Umsiedlung der Universität nach München jedoch als Privatgelehrter.
Salat war ein Vertreter konsequent aufgeklärten Denkens. Wie sein enger Freund Johann Gottfried Pahl, den er in Horn kennengelernt hatte, wandte er sich entschieden gegen jede Form des Obskurantismus. Während seiner Pfarramtstätigkeit wurde er der Mitgliedschaft im Illuminatenorden verdächtigt. Während seiner Tätigkeit an der Universität geriet er als Anhänger der Philosophie Friedrich Heinrich Jacobis und Gegner von Friedrich Wilhelm Schelling wiederholt in Konflikt mit seinen Kollegen.

## Werke
- Führt die Aufklärung zur Revolution? (1802 – Internet Archive)
- Die Aufklärung in Baiern (1803)
- Die Fortschritte des Lichts in Baiern (Deutschland (sic!), 1805)
- Die Hauptgebrechen der deutschen Philosophie als Wissenschaft (1834)
- Beytrag zur Emancipation der Philosophie (1835)
- Schelling und Hegel (1842)
- Denkwürdigkeiten aus meinem Leben (1850)